# Szorbitán-oleát
A szorbitán-oleát (más néven E494) az olajsav és a szorbit reakciójával keletkező vegyület. Ezek a zsírsavak növényekben, és állatokban egyaránt megtalálhatók, de élelmiszeripari célokra leginkább növényi eredetűeket használnak, bár az állati eredet sem zárható ki. Az állati eredetről kizárólag a gyártó adhat felvilágosítást.

## Élelmiszeripari felhasználása
Élelmiszerek esetén emulgeálószerként, térfogatnövelőként, és stabilizálószerként, E494 néven alkalmazzák.  Számos élelmiszerben előfordulhat.

## Egészségügyi hatások
Napi maximum beviteli mennyisége 25 mg/testsúlykg. Nincs ismert mellékhatása. 